# Пригоди Артемки
Пригоди Артемки (рос. Приключения Артёмки) — радянський дитячий кольоровий художній фільм 1956 року, знятий на кіностудії «Ленфільм».

## Сюжет
За повістю І. Василенка «Артемка в цирку». На шумному базарі приморського міста стояла дощата будка «холодного шевця», тринадцятирічного хлопчика Артемки. Одного разу в порт прийшла шхуна «Красуня». З неї зійшли двоє пасажирів — професійний борець, чорношкірий Чемберс Пепс, і революціонер Попов. Випадок зіштовхнув Артемку з Пепсом, і незабаром хлопчик за його протекцією став завсідником місцевого цирку. Тут він познайомився з клоуном Кубишкою і його дочкою, цирковою наїзницею Лясею. А незабаром Артемка став допомагати і революціонеру Попову.

## У ролях
- Борис Александров — Артемко Загоруйко
- Тіто Ромаліо — Чемберс Пепс «Чорний диявол»
- Сергій Плотников — Василь Федотович
- Петро Савін — Андрій Іванович Попов, матрос 2-го класу, Кузьма Сидорович Полосухін
- Михайло Трояновський — Кубишка, клоун, «старий сморчок»
- Тамара Ларкіна — Ляся, «неперевершена мадемуазель Люсі»
- Леонід Галліс — Степан Харитонович — Кальвін, власник цирку
- Віталій Поліцеймако — Антон Гаврилович, пристав
- Володимир Муковозов — Гаврило — Річард Лур «Білий принц»
- Іван Назаров — Степан Петрович, капітан «Красуні»
- Олег Жаков — сищик
- Анатолій Абрамов — сищик
- Марк Перцовський — Костянтин Лапіаді, контрабандист
- Борис Дмоховський — жандармський полковник
- Тамара Альошина — Мотя
- Анатолій Федосєєв — Абрикос
- Степан Крилов — вантажник
- Микола Кузьмін — вантажник
- Володимир Казарін — Єрьомін, купець
- Георгій Семенов — білетер
- Віктор Чайников — дідусь Савелій, сторож в цирку
- Гліб Селянин — підпільник
- Володимир Цесляк — офіціант

## Знімальна група
- Режисер — Андрій Апсолон
- Сценарист — Леонід Соловйов
- Оператор — Дмитро Месхієв
- Композитор — Венедикт Пушков
- Художник — Семен Малкін